# John Dowling
John C. Dowling (Strawn, Texas, 14 de noviembre de 1920-Williamsburg, Virginia, 31 de enero de 2009) fue un hispanista estadounidense.

## Biografía
Hijo de Albert Clarkson Dowling y de Georgia Anna Turrill Dowling. Se graduó en la escuela secundaria de Taos (Nuevo México). Estudió en la Universidad de Colorado en Boulder y se especializó en literatura hispánica del siglo XVIII (Leandro Fernández de Moratín, Pedro Estala, Ramón de la Cruz), aunque también se interesó por el teatro español del siglo XIX y la literatura del Siglo de Oro. Durante la Segunda Guerra Mundial sirvió en la Marina, en el Pacífico. Se graduó en la Escuela de Idioma Japonés de la Armada en Boulder. Más tarde se retiró de la Reserva Naval como Teniente Comandante después de 20 años de servicio. Recibió una beca Guggenheim de Humanidades. 
Se doctoró y enseñó y presidió los departamentos de lenguas extranjeras de la Universidad Tecnológica de Texas en Lubbock; de la Universidad de Indiana en Bloomington y de la Universidad de Georgia, de cuya escuela de graduados fue decano y donde se jubiló en 1992. Fue profesor visitante en la Universidad de Texas y en la Universidad de Iowa. También fue profesor adjunto en la Universidad de Carolina del Sur en Beaufort y decano interino de la Facultad de Artes y Humanidades Schmidt de la Universidad Atlántica de Florida en Boca Ratón. Escribió cuatro libros, hizo siete ediciones de textos literarios y publicó más de 80 artículos de investigación, 55 reseñas de libros y 30 publicaciones profesionales. Se casó y tuvo un hijo y tres nietos. Fue miembro Correspondiente de la Hispanic Society of America. 
Escribió El pensamiento político-histórico de Saavedra Fajardo. Posturas del siglo XVII ante la decadencia y conservación de monarquías (Murcia: Sucesores de Nogués, 1957). Editó La comedia nueva o El café entre otras obras de Leandro Fernández de Moratín, la República literaria de Saavedra Fajardo y los Sainetes de Ramón de la Cruz.

## Obras
- El pensamiento político-histórico de Saavedra Fajardo. Posturas del siglo XVII ante la decadencia y conservación de monarquías (Murcia: Sucesores de Nogués, 1957)
- Estudio sobre La comedia nueva, Castalia, 1969.
- José Melchor Gomis, compositor romántico. Madrid: Castalia, [1974].